# 貫元介
貫 元介（ぬき もとすけ、1851年9月29日 - 1890年3月31日）は、日本の教育者。立教学校（現・立教大学）初代幹事、立教大学校教頭。立教学校1期生。

## 人物・経歴
1851年、周防山口藩士の家に生まれる。
1874年に米国聖公会によって築地に設立された立教学校（現・立教大学）で1期生として学ぶ。第1回卒業生。
1876年11月29日、東京市街地の大火により立教学校は校舎など焼失。立教学校はこの後2年間余り休眠状態となるが、1879年6月27日に本格的に再興するに際には、学校設置場所が外国人居留地外であったことから、貫元介名義で「立教学校」として私学開業願を提出した。
1880年10月、チャニング・ウィリアムズ（立教大学創設者）の要請により、ジェームズ・ガーディナーが来日し、立教学校の校長に就任すると、ガーディナーを補佐して学校の運営にあたった。貫は初代立教学校幹事を務めた。
1883年1月の立教大学校設立に際して、この学校でも校長を務めたガーディナーは、「校制を米国のカレヂ組織となすの故を以て大学校の名を蔽らしめんと欲す」と新たに設立する学校は、米国式カレッジであることから校名を大学校とする方針であったが、貫は、「徒に名のみ大なるを避けん」として大学校の名称とすることに反対した。
当初、学校名には反対していた貫であったが、立教大学校が設立されると、教頭、舎監、書記、会計を幹事と兼任し、学校の要職を務めた。ウィリアムズから豊かな学殖と手腕を認められての要職への就任であった。立教大学校は6年制のカレッジ課程を有しており、英語による高等教育は学生に満足を与えるものであった。
1887年には、立教大学校は、大阪・英和学舎と合併して14名の転入生を迎えた。その年の9月に、貫は山口に帰郷し、貫が引き受けていた舎監は教授の波多野に、書記はロー博士、会計はモリスに引き継がれることとなった。
この頃、「立教大学校と三一神学校は同所に併置せられ、ウヰリアムス監督は階上の僅かに二室に寓し、其崇高なる品性と謙譲なる温容を以て、学生と起居を共にせられ、大なる精神的感化を遺されたり」と貫の長男である貫民之助は記している。
しかし、ウィリアムズが1889年に主教を辞任しチャプレンとして聖書講義を担当していた立教大学校と三一神学校（聖公会神学院の前身の一つ）も退任することとなる。貫民之助は、ローやモリスは学校事務の事情に精通していなかったため、時代の波に乗れず学生が減少したと語っている。
そうした状況から、貫元介の帰任を求めることもあったが、石井亮一、早川喜四郎、小林彦五郎、杉浦貞二郎、岩佐琢蔵、阪井徳太郎たちが、東京・三一神学校在学中の名出保太郎、杉浦義道、皆川晁雄たちと協議して、有力な日本人を招聘して校政と学制を改革するため大阪開西学館の左乙女豊秋を招こうとガーディナーに交渉することとなった。
この要望は受け入れられて、1890年に左乙女が主監に就任することとなり、立教大学校を廃して5年制の立教学校となった。

## 主な著作
- 『聖餐の友』貫元介訳 / 菅寅吉（校訂補訳）1893年

## 関連人物
- 長男の貫民之助は、日本聖公会司祭となり真光教会管理司祭を務め、立教大学教授も務めた。また、『コンオゥール・リー女史の生涯と偉業』（1954年、コンオゥール・リー女史伝記刊行会）や、『基督教入門』を著した[2][5]。